# Sebastian Schindler
Sebastian Schindler (* 15. Oktober 1996 in Wasserburg am Inn) ist ein deutscher Schauspieler und Moderator.

## Karriere
Sebastian Schindler wuchs als Einzelkind in einem kleinen Vorort von Wasserburg am Inn auf. Nach Abschluss der Realschule versuchte er erste Schritte in Richtung Filmwelt zu machen und trat als Komparse und Kleindarsteller in verschiedenen Fernseh- und Kinoproduktionen in Erscheinung. Kurze Zeit darauf folgte eine Ausbildung an der Neuen Münchner Schauspielschule. Während seiner Ausbildungszeit erhielt er erste kleine Rollen in Fernsehproduktionen sowie in diversen Theaterproduktionen. Seit dem Jahr 2015 ist Schindler immer mal wieder als Moderator beim Münchner Jugendsender Afk tv zu sehen. 2016 veröffentlichte er seinen ersten eigenen Kurzfilm, bei dem er auch Regie führte. Im selben Jahr spielte er in dem Kinofilm Männertag seine erste größere Rolle, er verkörperte den Schauspieler Axel Stein in jungen Jahren. Es folgten weitere kleinere Engagements bei Film und Fernsehen.
2017 produzierte Schindler sein zweites eigenes Filmprojekt. Für die bayerische Komödie Ein Dorf steht Kopf (Falschschreibung für „Ein Dorf steht kopf“) schrieb er das Drehbuch, führte Regie und übernahm große Teile der Produktion. Der 50 Minuten lange Film erschien im Frühjahr 2018 und entwickelte sich zum regionalen Überraschungserfolg. Nach der ursprünglichen Idee, den Film in Wirtshäusern zu veröffentlichen, schaffte es die Heimatkomödie letztendlich bis ins Kino.
Schindler absolvierte ein Volontariat zum Videojournalisten bei der OVB24 GmbH, einem Unternehmen der Ippen-Gruppe. Dort ist er zeitweise immer noch tätig. Sein Hauptaufgabengebiet liegt vorwiegend bei Videoproduktionen im Werbebereich.

## Filmografie (Auswahl)

### Kino
als Schauspieler etc.
- 2016: Männertag
- 2017: Austreten
- 2018: Ein Dorf steht Kopf
- 2020: Mit dem Rückwärtsgang nach vorn

### Fernsehen/Internet/Werbung
- 2008: Der Nebendarsteller (Kurzfilm; als Produktionsmanager)
- 2011: Stran9ers in the Ni9ht (Kurzfilm; als Produktionsmanager)
- 2014–2019: Schicksale – und plötzlich ist alles anders (mehrere Episoden)
- 2014: Sky Go Moments
- 2014+2018: Aktenzeichen XY … ungelöst
- 2015: SOKO München (Fernsehserie, Folge Beate – Mit Herz und Verstand)
- 2015: Zivilcourage
- 2015: 98 Tage
- 2018: Neue Heimat Europa

### Theater
- 2014: Lysistrata – And The Bloody Sisters Of Mercy ~ Rolle: Sohn, Theater: Belaqua Wasserburg am Inn
- 2015: Victor – oder die Kinder an der Macht ~ Rolle: Victor, Theater: Drehleier München
- 2016: Klassen Feind ~ Rolle: Fetzer, Theater: NMS München

### Moderationen
- 2015–2017: Afk tv (Jugendmagazin matz TV)[4]
- 2016: flimmern & rauschen (Jugendfilmfest)
- 2016: OVB24 Tagesnachrichten
- 2016–2017 jawoi wuid (YouTube-Kanal)
- 2017: flimmern & rauschen (Jugendfilmfest)
- 2017: Woast’As (Quiz-Webserie)[5]
- 2018: Beinschuss-Kicker-WM